# Johann Baptist Büchel
Johann Baptist Büchel (* 1. Juni 1853 in Mäls, Gemeinde Balzers, Liechtenstein; † 14. November 1927 in Bendern, Liechtenstein) war ein liechtensteinischer Geistlicher, Lehrer, Landtagsabgeordneter und Landtagsvizepräsident sowie Historiker.

## Biografie

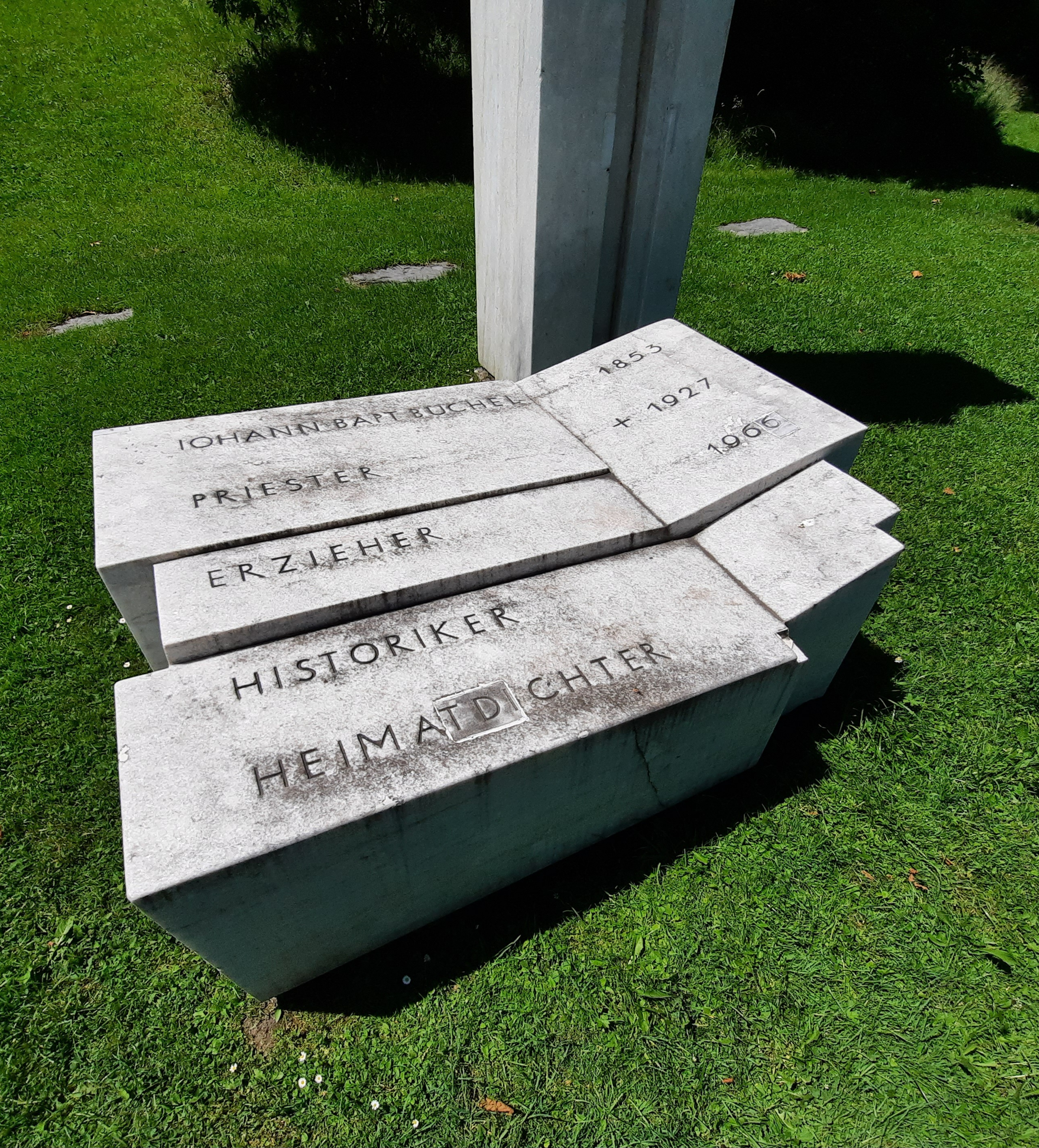
Eine von Georg Malin geschaffene Gedenkstätte für Büchel in Balzers

Er wuchs als Sohn des Wirtes «zur Traube», Johann Baptist Büchel und dessen Frau Katharina, in Mäls auf. Nach der Volksschule in Balzers besuchte er die Mittelschulen in Feldkirch, Brixen und Schwyz und studierte anschliessend Theologie am Priesterseminar in Chur, wo er 1876 die Priesterweihe empfing. Von 1876 bis 1884 wirkte er als Professor und Präfekt am Kollegium Maria Hilf in Schwyz, an dem er selbst studiert hatte, und unterrichtete dort Religion, Deutsch, Latein und Griechisch. Anschliessend war er bis zu seinem Tod in Liechtenstein als Seelsorger und im Schulwesen tätig. So war er 1884/85 Pfarrprovisor in Mauren, 1885 bis 1887 Hofkaplan in Vaduz und von 1887 bis 1910 als Pfarrer in Triesen tätig. 1897 wurde er zum nichtresidierenden Domherren des Churer Domkapitels, 1898 zum bischöflichen Landesvikar und somit zum Vorsitzenden des liechtensteinischen Priesterkapitels ernannt.
Von 1891 bis 1920 war Büchel als Landesschulkommissar und Inspektor der liechtensteinischen Schulen tätig. Von 1910 bis 1919 gehörte er dem Landesschulrat an. Er war weiters verantwortlich für die Reform der Landesschule, deren Direktor er von 1910 bis 1920 war. Daneben wurde während seiner Amtszeit auch das Volksschulwesen reformiert. Büchel war ein umtriebiger Mann, was sich neben der Veröffentlichung von Gedichten und Reiseerzählungen vor allem in seiner Tätigkeit als Abgeordneter und Historiker ausdrückte. 1915 war er Mitglied der konstituierenden Historischen Kommission für Vorarlberg und Liechtenstein. Er war neben Albert Schädler 1901 bedeutendster Mitbegründer des Historischen Vereins Liechtensteins, dessen zweiter Vorsitzender er von 1922 bis 1927 in der Nachfolge Schädlers war.
Büchel gehörte während zweier Perioden dem liechtensteinischen Landtag an: Von 1890 bis 1906 als vom Volk indirekt über Wahlmänner gewählter Abgeordneter, in dieser Periode war er auch als Landtagsvizepräsident tätig, sowie von 1918 bis 1920 als vom Fürsten ernannter Abgeordneter.
1920 trat er wegen Schwerhörigkeit in den Ruhestand und lebte bis zu seinem Tod im ehemaligen Kloster auf dem Kirchhügel Bendern.

## Werke
- Liechtensteiner Lieder. 1912.
- Festspiel zur 200-Jahrfeier Grafschaft Vaduz an Liechtenstein. 1912.
- Die Urkunden des Pfarrarchives zu Bendern. 1912.
- Von Vaduz nach dem schottischen Hochlande. Eine Reiseskizze. 1912.
- Geschichtliches über die Burgen unseres Landes. 1919.
- Überarbeitung und Erweiterung von Peter Kaisers Geschichte des Fürstenthums Liechtenstein nebst Schilderungen aus Churrätiens Vorzeit. 1923.
- Regesten zur Geschichte der Herren von Schellenberg. 1924.
- An meine Heimat. Gedichte, vertont von Josef Rheinberger. 1926.
- Von St. Mamerten nach Süden. Italienische Reiseberichte.
- 27 Bände des Jahrbuchs des Historischen Vereins Liechtensteins

## Ehrungen
- 1919 Verleihung des fürstlichen Titels "Geistlicher Rat"
- 1923 Verleihung des Titels "Päpstlicher Hausprälat"